# Sant Guim de Freixenet
Sant Guim de Freixenet – gmina w Hiszpanii, w prowincji Lleida, w Katalonii, o powierzchni 25,08 km². W 2011 roku gmina liczyła 1104 mieszkańców.